# دنیای خیالی

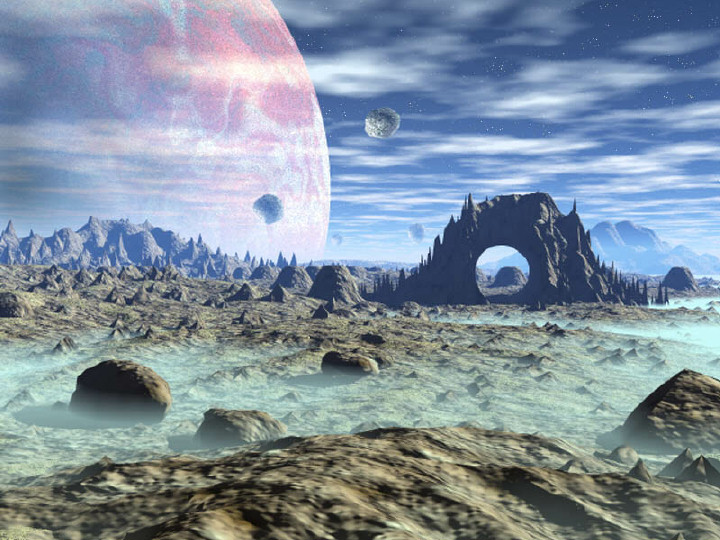
سیاره خیالی

دنیای خیالی جهانی است تخیلی که در داستان‌ها و بازی‌های خیال‌پردازی استفاده می‌شود. خصوصیت اصلی این دنیاها معمولاً وجود جادو و توانایی جادوگری در آن‌هاست که در زمینه‌ای قرون وسطیای یا در آینده نمایش داده می‌شود. بعضی از این دنیاها ممکن است دنیاهایی موازی زمین باشند که توسط درگاه‌ها یا روش‌هایی جادویی با زمین مرتبط شوند؛ دنیاهایی تخیلی که ممکن است گذشته‌های دور یا آیندهٔ زمین را نمایش دهند یا دنیایی کاملاً مستقل باشند.
دنیاهای فانتزی بسیاری با الهام از جهان واقعی، تاریخ زمین، جغرافیا، جوامع و همچنین اساطیر و فرهنگ عامهٔ کشورهای مختلف ترسیم شده‌اند.

## طرح دنیا
ایجاد یک محیط فانتزی به دنیای خیالی و شخصیت‌های آن بسیار وابسته‌است. در چنین آثاری اغلب خود دنیای اصلی که توسط نویسنده خلق شده‌است توسط مخلوقات شر داستان در معرض خطر قرار می‌گیرد یا فاجعه‌ای در آن رخ می‌دهد و داستان با محور نجات دنیا و دگرگونی‌های آن ایجاد می‌شود. داستان‌هایی که جهان اطراف در آن‌ها فقط به عنوان پس‌زمینهٔ داستان مطرح است معمولاً با شکست مواجه می‌شوند.
حتی در داستان‌هایی که خود دنیا در معرض خطر نیست از آن استفادهٔ نمادین و ریشه‌ای می‌شود.

## تاریخچه
دنیاهای خیالی در ابتدا به صورت سرزمین‌های خیالی که در همین سیاره وجود داشتند مطرح شدند که توسط عوامل جغرافیایی از باقی دنیا جدا افتاده‌اند. برای مثال اوز، که از هر لحاظ دنیایی خیالی بود بخشی از همین دنیا تصور شده بود.
اولین طرح‌ها از سرزمین‌های فانتزی را می‌توان در داستان هزار و یک شب دید.

## مثال‌ها
فرانک بوئم، نویسنده داستان جادوگر شهر اوز. او یکی از معدود نویسندگانی است که پیش از تالکین دنیایی خیالی خلق کرد و برای غنی‌سازی آن تاریخ و جغرافیایی شرح داد.
تالکین سرزمین میانه را خلق کرد، دنیای او احتمالاً بهترین دنیای خیالی خلق شده تا حالا است.
سی اس لوئیس، نویسندهٔ سرگذشت نارنیا، داستانی که در دنیایی به نام نارنیا اتفاق می‌افتد.
تری پرچت که دنیایی مسطح را خلق کرد، دنیایی عظیم که بر پشت ۴ فیل غول پیکر قرار دارد، که آن‌ها نیز بر پشت لاک‌پشتی بزرگ ایستاده‌اند که به آرامی در فضا شنا می‌کند.
جی کی رولینگ، نویسنده کتاب هری پاتر که ارتباط ظریف و هوشمندانه‌ای بین دنیای جادوگران و دنیای ما ایجاد کرده‌است.